# K9 (seriál)
K9 (také K-9) je britsko-australský komediálně-akční televizní seriál zaměřený na dobrodružství robotického psa K9 ze seriálu Pán času, který byl vytvořen díky počítačové animaci a živé akci. Seriál cílil na děti ve věku od 11 do 15 let věku. První, a jediná řada pořadu, byla natáčena v Brisbane v Austrálii. Seriál byl premiérově vysílán v letech 2009 a 2010 v Austrálii na stanici Network Ten, ve Spojeném království na stanici Disney XD.